# 宮城県米山高等学校
宮城県米山高等学校（みやぎけん よねやまこうとうがっこう）とは、かつて宮城県登米市米山町中津山字筒場埣に所在した県立の高等学校。

## 設置学科
- 全日制課程
  - 普通科
  - 園芸ビジネス科

## 沿革
- 1951年（昭和26年） - 宮城県上沼農業高等学校米山分教場として開校
- 1960年（昭和35年） - 宮城県上沼農業高等学校米山町分校に改称
- 1966年（昭和41年） - 宮城県上沼農業高等学校米山分校に改称
- 1970年（昭和45年） - 宮城県米山農業高等学校として独立・開校
- 1983年（昭和58年） - 宮城県米山高等学校に改称
- 1987年（昭和62年） - 農業科を産業技術科に転科
- 2005年（平成17年） - 2学期制に移行
- 2006年（平成18年） - 産業技術科を園芸ビジネス科へ転科
- 2015年（平成27年） - 閉校

## 統合
- 2015年度に米山高校、上沼高校、米谷工業高校の3校と、登米高校の商業科が統合[注釈 1]し、『宮城県登米総合産業高等学校』が開校。米山高校は2014年度をもって閉校となった[1]。

## 部活動
- 運動部
  - 柔道部、バドミントン部、バスケット部、ソフトテニス部、サッカー部（男子）、野球部（男子）、陸上競技部、バレーボール部
- 文化部
  - 吹奏楽部、調理部、美術部、茶華道部、環境部